# Stephen A. Tyler
Stephen Albert Tyler (ur. 8 maja 1932 roku w Hartford – zm. 2 kwietnia 2020) – amerykański etnograf i antropolog kulturowy, emerytowany profesor antropologii na Rice University w Houston. W początkowym okresie swojej działalności przedstawiciel nurtu antropologii kognitywnej, od lat 80. XX wieku zaliczany do czołowych przedstawicieli antropologii postmodernistycznej. Współtwórca Retorycznej Teorii Kultury (Rhetoric Culture Theory). Obszarem jego zainteresowań są przede wszystkim powiązania języka, kultury i retoryki.

## Życiorys i kariera
Kariera akademicka Stephena Tylera rozpoczęła się w połowie lat 50. na Simpson College w mieście Indianola w stanie Iowa, gdzie rozpoczął naukę po odbyciu służby wojskowej w Siłach Powietrznych podczas wojny w Korei. W 1962 uzyskał tytuł magistra na Stanford University w Kalifornii. Dwa lata później, na tej samej uczelni otrzymał stopień doktora w zakresie antropologii. W późniejszych latach wykładał na kalifornijskich uniwersytetach w Davis i Berkeley oraz Tulane University w Nowym Orleanie. W roku 1970 rozpoczął pracę na teksańskim Rice University w Houston, gdzie pracował aż do przejścia na emeryturę w 2011 roku.
W latach 60. prowadził badania terenowe w Indiach, wśród ludu Koya, które zaowocowały lingwistycznym opracowaniem dialektu Gommu (Koya: An Outline Grammar [Gommu Dialect]) oraz etnograficzną pracą poświęconą kulturom Indii (India: An Anthropological Perspective). W tym okresie Tyler prowadził studia dotyczące języka koya oraz pokrewieństwa w obrębie rodziny drawidyjskiej. Na przełomie lat 60. i 70. jego działalność naukowa związana była przede wszystkim z nurtem antropologii kognitywnej (etnonauki). Był jednym z głównych popularyzatorów tej subdyscypliny, obok m.in. Warda Goodenougha. W późniejszych latach Tyler sformułował brzemienną w skutkach krytykę tego podejścia kognitywnego. W wydanej w 1978 roku książce The Said and The Unsaid: Mind, Meaning and Culture, Tyler wykazywał ograniczenia i słabości etnonauki, postulując szerszą refleksję nad retoryką oraz teorią języka, czym położył fundament pod Retoryczną Teorię Kultury.
W kwietniu 1984 roku Tyler wziął udział w seminarium antropologicznym na School of American Research w Santa Fe, poświęconego tworzeniu tekstów etnograficznych. Seminarium to przeszło do historii antropologii za sprawą będącej jego efektem książki Writing Culture. The Poetics and Politics of Ethography, uznawanej za dzieło otwierające refleksję postmodernistyczną w antropologii. Według Jamesa Clifforda, Stephen Tyler był jedynym uczestnikiem projektu, którego wówczas określić było można mianem post-modernisty. Tyler rozwijał podejście postmodernistyczne w wydanej w 1987 roku książce, The Unspeakable: Discourse, Dialogue and Rhetoric in the Postmodern World, oraz przede wszystkim w artykule The Post-Modern In-Stance (Przed-się-wzięcie post-modernistyczne), który ukazał się w roku 1991.
Od końca lat 70. refleksja Tylera dotyczyła zagadnień z kręgu retoryki i filozofii języka. Ten wątek, silnie obecny także w tekstach zaliczanych do postmodernizmu, doprowadził do narodzin Rhetoric Culture Project, którego założycielami byli Tyler oraz niemiecki antropolog społeczny, Ivo Strecker. Termin „rhetoric culture project” został po raz pierwszy użyty w 1998 roku podczas konferencji we Frankfurcie nad Menem. Tyler jest współredaktorem serii Studies in Rhetoric and Culture, realizowanej w ramach zainicjowanego wówczas projektu, który jest kontynuowany do dziś.
Rozwój myśli Tylera, od entuzjastycznego podejścia do etnonauki, przez mocną krytykę tej szkoły, do refleksji postmodernistycznej i wreszcie Retorycznej Teorii Kultury, ilustruje w pewnym sensie główny zarys trajektorii myśli antropologicznej, odchodzącej od scjentystycznych projektów strukturalnych czy semiotycznych, na rzecz rozważań związanych z filozofią postmodernistyczną, aż do formułowania podejść próbujących przekroczyć impas związany z kryzysem reprezentacji. W tym świetle Stephena Tylera, współtworzącego trzy istotne szkoły metodologiczne, można uznać za jednego z ciekawszych teoretyków antropologii. Jego koncepcje przyczyniły się w znacznym stopniu do krytyki modernistycznego aparatu naukowego, ale także do zwrócenia uwagi na rolę kontekstów komunikacji, dyskursywnego ewokowania i retoryki w kulturze.
Obecnie Stephen Tyler jest emerytowanym profesorem departamentu antropologii Rice University. Jego prace wywarły znaczny wpływ na rozwój antropologii kulturowej, przede wszystkim w wymiarze stymulowania pogłębionych refleksji nad tekstem i retoryką oraz krytyki klasycznego (modernistycznego) spojrzenia naukowego.
Żoną Stepena Tylera jest Martha G. Tyler, antropolożka, a także lingwistka oraz psychoterapeutka.

## Dorobek i koncepcje

### Antropologia kognitywna
W latach 60. XX wieku Stephen Tyler związany był z nurtem amerykańskiej antropologii kognitywnej. Prowadząc badania w południowych Indiach, głównie wśród członków ludu Koya, Tyler koncentrował się na zagadnieniach językowych. W tym okresie stworzył kilka opracowań języka koya, rozwijając swoje poszukiwania w duchu kognitywnej etnonauki, poszukując reguł konceptualizacji rzeczywistości na drodze formalnych analiz socjolingwistycznych.
W 1969 roku ukazała się redagowana przez Tylera książka Cognitive Anthropology (Antropologia kognitywna), zbierająca teksty takich badaczy jak Ward Goodenough czy Paul Kay. We wstępie do tomu Tyler zarysował antropologię kognitywną jako nową, atrakcyjną metodę badawczą, porzucającą próby stworzenia ogólnej teorii zachowań ludzkich, na rzecz bardziej pragmatycznego analizowania kultury symbolicznej w celu poznania zasad, według których ludzie organizują i użytkują swoje kultury. Tyler przedstawia ponadto ogólny zarys metody kognitywnej analizy, opartej na tworzeniu taksonomii i paradygmatów, klas i dziedzin semantycznych elementów kultury. Metoda kognitywna, w której narzędzia językoznawcze używane były do analiz zjawisk kulturowych opierała się na podobnych do strukturalizmu założeniach, wpisujących ludzkie zachowania i świat symboli w ramy struktur, determinowanych przez społeczną umysłowość. Kultura rozumiana była jako zjawisko umysłowe, a nie materialne. W Cognitive Anthropology znalazł się także tekst Tylera poświęcony terminologii używanej przez lud Koya (Context and Variation in Koya Kinship Terminology – Kontekst i wariacja w terminologii pokrewieństwa ludu Koya).
Z historycznego punktu widzenia, antropologia kognitywna była na gruncie amerykańskim równie wpływowym i znaczącym kierunkiem teoretycznym, co strukturalizm w antropologii europejskiej. Z tego też względu, jej późniejsza krytyka, formułowana również przez Tylera, odegrała znaczą rolę w rozwoju myśli teoretycznej dyscypliny, prowadząc do istotnych wątków podejmowanych przez postmodernistów i antropologów reprezentujących zwrot retoryczny.

### Krytyka podejścia kognitywnego i postmodernizm
W kolejnych latach swojej działalności Tyler zaczął spoglądać krytycznie na współtworzoną przez siebie subdyscyplinę kognitywną w ramach antropologii. Jego obiekcje koncentrowały się przede wszystkim na zbyt daleko posuniętym formalizmie etnonaukowych rozważań nad językiem, prowadzącego do oderwania od kulturowej rzeczywistości. Krytykę formalistycznego podejścia do języka, wraz z propozycją nowego nań spojrzenia sformułował w wydanej w roku 1978 pracy The Said and The Unsaid: Mind, Meaning and Culture (Powiedziane i niepowiedziane: umysł, znaczenie i kultura). W przedmowie książki Tyler wyraził przekonanie, że język nie jest istniejącym obiektywnie zjawiskiem samym w sobie, ale narzędziem retorycznym, służącym do wytwarzania sensów. Z tego względu zadaniem nauki o języku nie powinno być według niego wyjaśnianie abstrakcyjnego bytu językowego, ale interpretacja kulturowej komunikacji, osadzonej w kontekście codziennego użytku. Koncentrując się na zagadnieniach związanych z retorycznym wymiarem komunikowania oraz konstruowaniem znaczeń, Tyler sformułował szczególną krytykę zachodniej tradycji naukowej, podważając jej obiektywny, scjentystyczny aparat. W ten sposób amerykański antropolog włączył się w rozważania związane z kryzysem reprezentacji, w miarę rozwijania poszczególnych wątków stając się wpływowym przedstawicielem nurtu.
W 1984 roku Stephen Tyler został zaproszony do uczestnictwa w specjalistycznym seminarium, organizowanym na School of American Research w Santa Fe pod hasłem dyskusji nad „tworzeniem tekstów etnograficznych”. Obok Tylera, dziesiątkę uczestników seminarium stanowili: Paul Rabinow, Vincent Crapanzano, Renato Rosaldo, Michael M.J. Fischer, Mary Louise Pratt, Robert Thornton, Talal Asad, George E. Marcus i James Clifford. Wedle słów Clifforda i Marcusa, grupę tworzyli „innowatorzy w dziedzinie etnograficznego pisarstwa” (Rabinow, Crapanzano, Rosaldo, Fischer) oraz autorzy „systematycznie wypracowujący krytyczną myśl na temat historii dyscypliny, jej retoryki i perspektyw (Pratt, Thornton, Tyler, Asad, Marcus, Clifford). Celem tego – jak się miało okazać przełomowego – seminarium była interdyscyplinarna refleksja na temat działalności antropologicznej, zorganizowanej wokół podstawowej konstatacji, że fundamentalną czynnością badaczy jest pisanie. Krytyczna refleksja, dokonywana przy użyciu narzędzi zaczerpniętych z takich dziedzin jak literaturoznawstwo, historia czy filozofia, prowadzić miała do reinterpretacji antropologii kulturowej, prowadzącej do otwarcia nowych możliwości, przezwyciężających stanowiące przedmiot debaty problemy reprezentacji i opisu. Efektem seminarium był opublikowany w 1986 roku zbiór zatytułowany Writing Culture. The Politics and Poetics of Ethnography (Pisząc kulturę. Polityka i Poetyka Etnografii), pod redakcją Jamesa Clifforda i George’a Marcusa. Praca ta jest uznawana w obrębie antropologii za kluczową pozycję, otwierającą nurt postmodernizmu w ramach dyscypliny. Na okładce książki znalazła się fotografia wykonana przez Marthę Tyler, przedstawiająca Stephena Tylera piszącego w notatniku podczas badań terenowych w Indiach w 1963 roku, który to obrazek stanowił zobrazowanie kluczowego zagadnienia podejmowanego w książce, czyli tworzenia przez etnografów opisów. Wśród dziewięciu tekstów zawartych w tomie znalazł się także artykuł autorstwa Stephena Tylera, zatytułowany Post-Modern Ethnography: From Document of the Occult to Occult Document (Etnografia postmodernistyczna: od dokumentacji okultyzmu do okultystycznego dokumentu). W tekście tym Tyler prezentuje „ramowy kontekst powstania etnografii postmodernistycznej”, rozumianej jako specyficzna kondycja dyscypliny, wynikająca ze swoistego pęknięcia w modernistycznym modelu dyskursu naukowego. Cechą takiego rodzaju etnografii ma być to, iż nie reprezentuje ona rzeczywistości, ani też nie jest obiektem reprezentacji, ale „ewokuje”. Zastąpienie idei reprezentacji koncepcją ewokacji, ma uwolnić etnografię od ograniczeń i absurdów związanych z dążeniem do tworzenia obiektywnie naukowych przedstawień, z ich scjentystyczną retoryką. Etnografia postmodernistyczna w rozumieniu Tylera miała być formą „okultystycznego dokumentu”, zrównującego role autora, tekstu i odbiorcy w procesie przywoływania i transmisji kulturowych sensów. Jako taka, etnografia postmodernistyczna miałaby zatem odchodzić od formalistycznych analiz i naukowego wyjaśniania, na rzecz estetycznej refleksji. Pod koniec artykułu Tyler wyraża także pogląd, że doświadczenie badacza jest wytwarzane na drodze konkretyzacji potencjalności dokonywanej w akcie pisania. Dyskurs postmodernistyczny jest według autora „refleksyjnym wehikułem”, sprzeciwiającym się utopijnej totalizacji oświeceniowej nauki i negującym ideę ciągłego ulepszania na drodze do ostatecznego poznania.
Tekst Post-Modern Ethnography... znalazł się również w wydanym rok później zbiorze The Unspeakable: Discourse, Dialogue and Rhetoric In The Postmodern World (Niewysławialne: Dyskurs, Dialog i Retoryka w postmodernistycznym świecie) zawierającym siedem publikowanych i niepublikowanych artykułów Tylera, poświęconych zagadnieniom dyskursu i retoryki, „mówiących językiem oporu wobec totalizujących ideologii”. W The Unspeakable Tyler podjął refleksję nad językiem, dyskursem i komunikacją, które to rozważania ujął w ekspresyjnej literacko formie ewokowania, odchodzącego od klasycznie usystematyzowanych analiz, na rzecz bardziej refleksyjnych dociekań. Istotnym źródłem inspiracji była dla Tylera – podobnie jak w The Said and The Unsaid – retoryka. Tyler przywołuje i odczytuje na nowo dorobek starożytnych myślicieli, szczególnie Arystotelesa, równocześnie nasycając swoje wywody retorycznym wyrafinowaniem. Podobnie silną inspiracją jest dla Tylera postmodernistyczna myśl Jacques’a Derridy. W The Unspeakable antropolog czerpie z dekonstrukcjonistycznego dorobku francuskiego filozofa, wskazując równocześnie na jego niedopowiedzenia i luki, wypełniane przez Tylera antropologiczną refleksją. W tym kontekście The Unspeakable można uznać za przykład antropologii postmodernistycznej, rozumianej jako próbę tworzenia nowego modelu dyskursu w ramach dyscypliny, przekraczającego dotychczasowy model rozumienia kultury i proponującego nowe sposoby jej interpretacji oraz pisarstwa.
Najdalej posuniętym przejawem postmodernistycznego podejścia Stephena Tylera jest esej The Post-modern In-stance (w polskim tłumaczeniu Aleksandry i Wojciecha Kubińskich: Przed-się-wzięcie post-modernistyczne), który ukazał się w 1991 roku w tomie pod redakcją Lorraine Nencel i Petera Pelsa Constructing Knownledge: Authority and Critique in Social Science. Tekst ten stanowi skrajną realizację postulatu odejścia od konwencjonalnych form dyskursu naukowego, przybierając postać ekspresyjnego, poetycko-filozoficznego manifestu. W Przed-się-wzięciu post-modernistycznym Tyler w efektowny sposób raz jeszcze definiuje postmodernizm, jako formę radykalnego zaprzeczenia modernistycznego dążenia do całościowości i rozumowego poznania za pomocą analitycznych narzędzi. Radykalność postmodernistycznego przedsięwzięcia wyraża się w strukturze tekstu, jawnie deklarującego swoją retoryczność (przez deklaratywny podział na apostrofę i epistrofę), wypełnionego grami słownymi, enigmatycznymi rysunkami i zaczerpniętymi z poezji zapisami graficznymi. Konstrukcja tekstu Tylera odpowiada opisanej przez Gillesa Deleuze’a i Felixa Guattariego metaforze kłącza, wyrażającej heterogeniczność wypowiedzi, splatającej wątki, odniesienia i parafrazy. W apostrofie Tyler określa sam siebie, a dalej całą współczesność jako rozdwojoną pomiędzy platońską linearnością a heraklejską „komputeryzacją”, deklarując potrzebę nowego pisarstwa, wielowątkowego i wielogłosowego, którego przykład stanowi Przed-się-wzięcie post-modernistyczne. W epistrofie Tyler w sposób charakterystyczny dla antycznych retorów przeciwstawia postmodernizm modernizmowi, wskazując na ten pierwszy, jako na odpowiadający potrzebom pisania we współczesnym, ponowoczesnym, heterogenicznym i „dwojga umysłów” świecie. Ponadto antropolog wskazuje na parodię, jako na właściwy postmodernizmowi trop literacki, za pomocą którego wyraża się jego „nastrój”, w odróżnieniu od modernistycznej ironii. Cały esej jest szczególnego rodzaju manifestem, tworzącym intertekstualną siatkę z odniesień literacko-filozoficznych, w sposób zamierzony przyjmującym przesadnie ekspresyjny ton. W ten sposób Tyler podejmuje próbę wyłożenia, czym jest postmodernizm, poprzez przedstawienie jego opozycji względem modernizmu oraz nakreślenia przesłanek filozoficznych, służących do rozumienia współczesnego świata Wśród autorów, z których dorobku czerpał Tyler w Przed-się-wzięciu... można wymienić m.in. Jacques’a Derridę, Jorge Luisa Borgesa, Michaela Heima czy Michela Foucaulta.
Na gruncie antropologii postmodernistycznej Stephen Tyler wyróżnia się radykalnością wykorzystania haseł antynaukowości i fragmentaryzmu. Jako jedyny spośród autorów związanych z projektem Writing Culture otwarcie deklarował się jako postmodernista, a jego teksty z lat 80. i początku 90. wyróżniają się ekstrawagancką formą, wynikającą z daleko posuniętej aplikacji inspiracji retoryką oraz wniosków konstatacji tekstualności tekstów antropologicznych.Tyler dystansował się również od przypisywania tomowi Writing Culture etykiety „postmodernizmu”, wskazując, że autorzy tomu podejmują próbę ujawnienia kontekstu politycznego działalności antropologii, podczas gdy postmodernizm dekonstruuje wszelkie dyskursy i nie uprzywilejowuje żadnego z nich jako dominującego, odsłaniając umowność konstrukcji naukowych i kultrowych. Równocześnie Tyler nie traktował postmodernizmu jako spójnej ramy, mogącej zastąpić dotychczasowe paradygmaty teoretyczne, ale raczej jako dyskurs, wynikający ze zwrotów w postrzeganiu nauki i rzeczywistości.

### Antropologia retoryki i Retoryczna Teoria Kultury
Innym istotnym nurtem, z którym związany jest Stephen Tyler jest antropologia retoryki. Zainteresowanie retoryką cechuje w zasadzie niemal cały dorobek amerykańskiego antropologa, jednak szczególnie wyraźną formę przybrało ono wraz z wydaniem w 1978 roku książki The Said and The Unsaid: Mind, Meaning and Culture. Krytykując podejście kognitywne, w pracy tej Tyler postulował odejście od formalistycznych analiz języka na rzecz hermeneutycznej interpretacji, uwzględniającej przede wszystkim fakt, iż język jest narzędziem retorycznym, służącym do konceptualizacji kulturowej rzeczywistości. Z tego względu, w zaproponowanej przez Tylera perspektywie retoryka, rozumiana jako integralna część języka, podniesiona jest do rangi kluczowego przedmiotu refleksji. Przywołując filozoficzne koncepcje Kennetha Burke’a Tyler postuluje odejście od „antyretoryczności” współczesnej filozofii i powrót do starożytnego pojmowania tej dziedziny jako zintegrowanej ze światem kulturowych wartości. Amerykański uczony zwrócił także uwagę, że „antyretoryczność” jest w swojej istocie „antyjęzykowa”, ponieważ oddzielanie języka i retoryki, jako abstrakcyjnej formy kognitywnej i narzędzia przekazu, prowadzi do redukcjonizmu, ślepego na kulturowe konteksty ich używania oraz wzajemne przenikanie. W The Said and The Unsaid Tyler stwierdza, że „świadomość, a szczególnie świadomość siebie, może wyłonić się jedynie z kontekstu wzajemnej komunikacji”, a zatem to właśnie na aktach komunikacji zasadza się świadomość ludzi i społeczeństw. W takiej sytuacji, zadaniem badaczy kultury powinno być badanie praktycznych kontekstów użytkowania języka, ich uwarunkowań i charakterystyk. Postulowane przez Tylera rozumienie retoryki, otwiera możliwość wieloaspektowego rozpatrywania tych kontekstów i dostrzeganie niuansów, niewidocznych z perspektywy zdominowanej przez scjentystyczną racjonalność nauki.
Koncepcje Tylera sformułowane w The Said and The Unsaid można uznać za fundament zwrotu retorycznego w antropologii. Otwarta przez Tylera refleksja została podjęta m.in. przez Ivo Streckera w pracy The social practice of symbolization: an anthropological analysis (1988). Sam Tyler również kontynuował zainteresowanie retoryką w swoich pracach, zaliczanych do nurtu postmodernizmu. Przed-się-wzięcie post-modernistyczne, będące swoistym apogeum postmodernistycznej myśli Tylera, posiada wysoce retoryczny charakter. Konstruując ten szczególny manifest, autor użył retorycznych figur, takich jak apostrofa, epistrofa czy anafora, formułując tekst w formę perswazyjnego przemówienia, bardziej oddziałującego na odbiorcę za pomocą retorycznej formy. W pracach Tylera retoryka rozumiana jest jako narzędzie poznawcze, które umożliwia tworzenie opisów na temat rzeczywistości, jak również kształtujące jej rozumienie. W konsekwencji takiego ujęcia, retoryka urosła do rangi kluczowego zagadnienia analitycznego antropologów związanych ze zwrotem retorycznym, którego dojrzałą formą stała się Retoryczna Teoria Kultury.
We wrześniu 1998 roku, Stephen Tyler wziął udział w organizowanej przez Europejskie Stowarzyszenie Antropologów Społecznych (European Association of Social Anthropologist) konferencji poświęconej powiązaniu myśli i praktyki w dyskursie antropologii kulturowej (tytuł konferencji brzmiał: The Politics of Anthropology. Conditions for Thought and Practice – Polityka Antropologii. Uwarunkowania Myśli i Praktyki). W jej ramach Tyler, wraz z Ivo Streckerem stworzyli panel nazwany „Rhetoric Culture” (Retoryka-Kultura/Retoryczna Kultura), poświęcony przezwyciężeniu impasu, w którym pozostawiły dyskurs antropologiczny skrytykowane nurty kognitywne, symboliczne i dialogiczne. Na bazie refleksji Tylera z The Said and The Unsaid oraz Streckera z The Social Practice of Symbolization ukształtowała się wówczas orientacja badawcza, która z czasem przerodziła się w Rhetoric Culture Project [RCP]. RCP jest międzynarodowym projektem, w ramach którego badacze podejmują tematykę wzajemnych powiązań kultury i retoryki. Centralną częścią projektu jest Rhetoric Culture Theory (Retoryczna Teoria Kultury). Główną tezą Retorycznej Teorii Kultury jest, wyrażone przez Streckera, Tylera oraz Christiana Meyera przekonanie, że retoryka ma charakter wszechobecny, oznacza „praktyki dyskursu, które umożliwiają komunikację i stwarzają warunki działań podejmowanych przez aktorów społecznych”. Wyrazem tego przeświadczenia jest koncept „retoryka-kultura” (rhetoric culture), w myśl którego retoryka jest niezbywalną częścią kultury, wytwarzanym w jej ramach, a równocześnie na nią oddziałującym, przenikającym rzeczywistość i współtworzącym konteksty społeczne. W ramach projektu Retorycznej Teorii Kultury wydawana jest seria Studies in Rhetoric and Culture, współtworzona przez antropologów z całego świata.
Stephen Tyler, będąc jednym z twórców i czołowych przedstawicieli RCP, jest związany z projektem do dziś, współuczestnicząc w konferencjach oraz pełniąc obowiązki współredaktora serii Studies in Rhetoric and Culture (oprócz tego razem z Ivo Streckerem redagował też inauguracyjny, pierwszy tom serii, zatytułowany Culture and Rhetoric). Jest także współautorem (obok Ivo Streckera i Christiana Meyera) tekstu Rhetoric Culture. Outline of a project for the study of the interaction of rhetoric and culture, przedstawiającego główne założenia Retorycznej Teorii Kultury, opublikowanego w 2003 roku na stronie internetowej projektu (tekst ten został przełożony na język polski i opublikowany w 2015 roku na łamach Zeszytów Etnologii Wrocławskiej jako Retoryka-Kultura. Szkic projektu badawczego na temat związków retoryki i kultury).

## Publikacje
Książki autorskie
- 1969 Koya: An Outline Grammar (Gommu Dialect), Berkeley: University of California Press
- 1973 India: An Anthropological Perspective, Goodyear Publishing Company
- 1978 The Said and The Unsaid: Mind, Meaning and Culture, New York: Academic Press.
- 1987 The Unspeakable: Discourse, Dialogue and Rhetoric in the Postmodern World, Wisconsin: University of Wisconsin Press

Redakcje naukowe
- 1969 Cognitive Anthropology, New York: Holt, Rinehart & Winston.
- 2009 Culture and Rhetoric (Studies in Rhetoric and Culture Volume 1), New York-Oxford: Berghahn Books (z Ivo Streckerem)

Wybrane artykuły i eseje
- 1969 Introduction, [w:] Cognitive Anthropology, New York: Holt, Rinehart & Winston.
- 1969 Context and Variation in Koya Kinship Terminology, [w:] Cognitive Anthropology, New York: Holt, Rinehart & Winston.
- 1986 Post-Modern Ethnography: From Document of the Occult to Occult Document,, [w:] Writing Culture, Clifford J., Marcus G. E. (red.), Berkeley: University of California Press.
- 1991 The Post-modern In-stance, [w:] Constructing Knownledge: Authority and Critique in Social Science, Nencel L., Pels P. (red.) London: Sage Publications.
- 1995 Them: Others. Voices without Mirrors, „Paideumu”, 44 (1998)
- 2002 Memory and Discourse, [w:] Relations and Functions Within Language, Fries P. H., Cummings M., Lockwood D., Spruiell W. (red.), London-New York: Continuum.
- 2003 Rhetoric Culture. Outline of a project for the study of the interaction of rhetoric and culture, (z Ivo Streckerem oraz Christianem Meyerem)

Tłumaczenia na język polski
- 1993 Wprowadzenie do metod antropologii kognitywnej, [w:] Amerykańska antropologia kognitywna M. Buchowski (red.), Warszawa: Wydawnictwo Instytutu Kultury (Introduction, [w:] Cognitive Anthropology 1969)
- 1999 Przed-się-wzięcie post-modernistyczne, [w:] Amerykańska antropologia postmodernistyczna, M. Buchowski (red.), Warszawa: Wydawnictwo Instytutu Kultury (The Post-modern In-stance 1991)
- 2015 Retoryka-Kultura. Szkic projektu badawczego na temat związków retoryki i kultury, „Zeszyty Etnologii Wrocławskiej” 2015, nr 1 (22)  (Rhetoric Culture. Outline of a project for the study of the interaction of rhetoric and culture 2003) (z Ivo Streckerem oraz Christianem Meyerem)